# Bảo tàng làng Słowińska
Bảo tàng làng Słowińska ở Kluki, thuộc tỉnh Zachodniopomorskie, nằm ở phía Tây Bắc của Ba Lan. Bảo tàng đại diện cho văn hóa của nhóm người Słowińców. Người Słowińców là một nhóm dân tộc được coi là một phần của dân số Kashubia, sống trên các vùng đất bên cạnh Hồ Gardno và Łebsko.

## Lịch sử
Bảo tàng của làng Słowińska ở Kluki được khai trường vào ngày 22 tháng 9 năm 1963.
Năm 1965, sau khi thành lập Bảo tàng quận ở Słupsk, nó trở thành một phần của nó như một chi nhánh của Phòng dân tộc học.
Triển lãm ở đây được tổ chức rất đa dạng: một số được dành cho việc giới thiệu văn hóa Słowińska, một số được dành cho các triển lãm theo chủ đề giới thiệu các khu vực được lựa chọn của cuộc sống, ví dụ như chế biến sợi, giao thông, nông nghiệp, một số được sử dụng để sắp xếp nội thất của ngôi nhà Słowiński. Vào thời điểm đó, các tòa nhà gỗ vào giữa thế kỷ XIX là khá phổ biến ở Kluki hoặc các làng Słowińska khác.
Đầu những năm 1970 đã mang lại một sự thay đổi đáng kể. Những người bản địa cuối cùng đã rời đi sau đó, có rất ít những cái mới, nhiều tòa nhà bị phá hủy, chính quyền cuối cùng đã quyết định phá hủy hầu hết các ngôi nhà của người Słowińska trước đây.
Trong những năm 1974-1976, các nhân viên bảo tàng Słupsk đã tham gia một trận chiến thực sự để bảo tồn ít nhất một số tòa nhà lịch sử. Kết quả là sự đồng ý của chính quyền để chuyển sáu trang trại đến bảo tàng ngoài trời.
Vào cuối những năm 1970, các nhà dân tộc học Hugo Ostrowska-Wójcik và Henryk Soja đã phát triển khái niệm phát triển bảo tàng như một sự tái tạo lại một mảnh vỡ của làng chài cũ.
Cho đến năm 1982, Bộ Môi trường ở Słupsk đã mua lại các khu vực để mở rộng bảo tàng - những mảnh đất nằm cạnh Bảo tàng Homestead hiện có. Tuy nhiên, quyết định mở rộng đã được đưa ra bởi Văn phòng Quy hoạch Không gian tỉnh chỉ vào năm 1984. Các tác giả của khái niệm dân tộc học của bảo tàng là MA Hugo Ostrowska - Wójcik và Henryk Soja. Kế hoạch phát triển không gian của bảo tàng được thực hiện bởi dr Elżbieta Szalewska.

## Thư viện ảnh

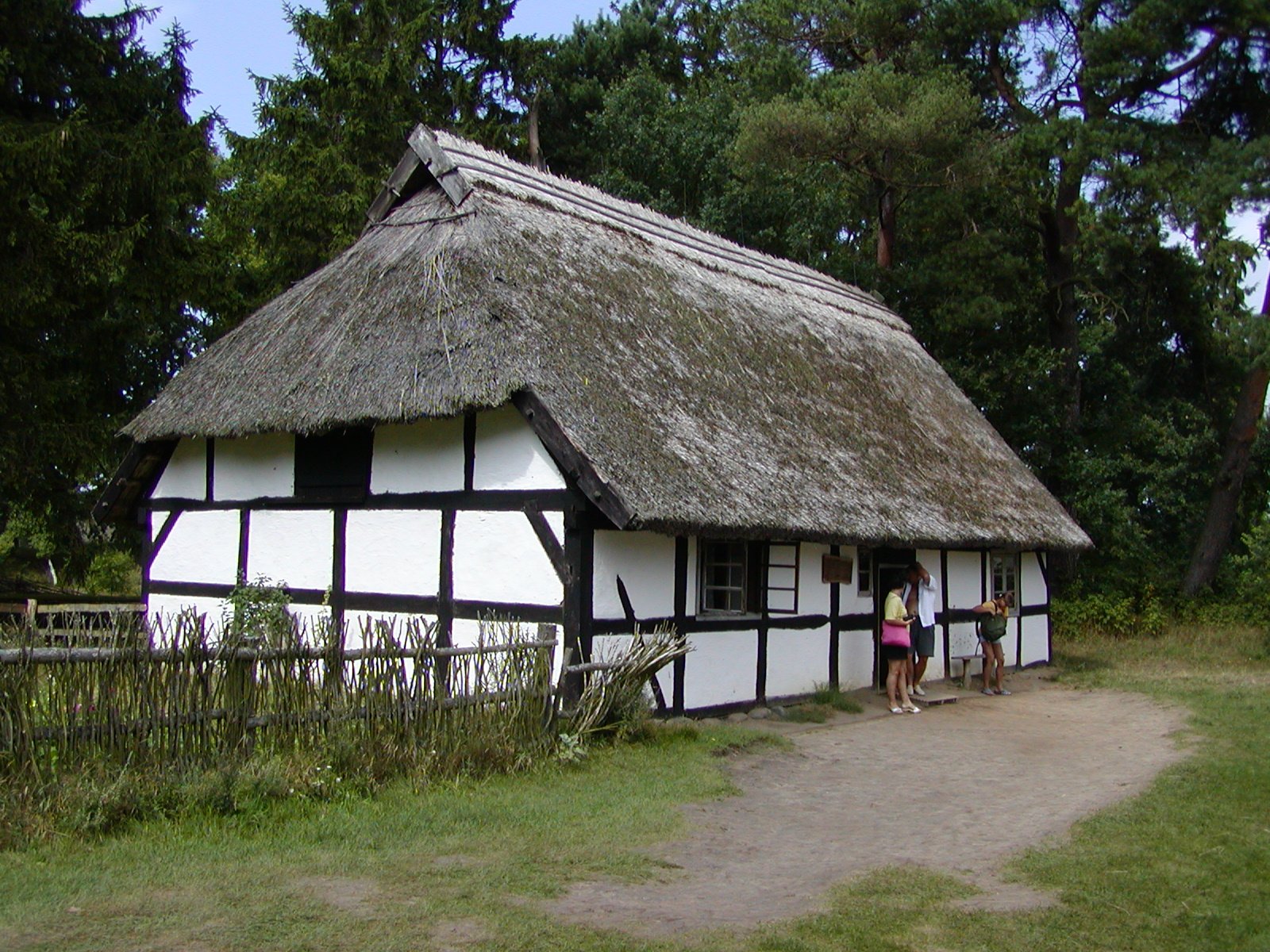
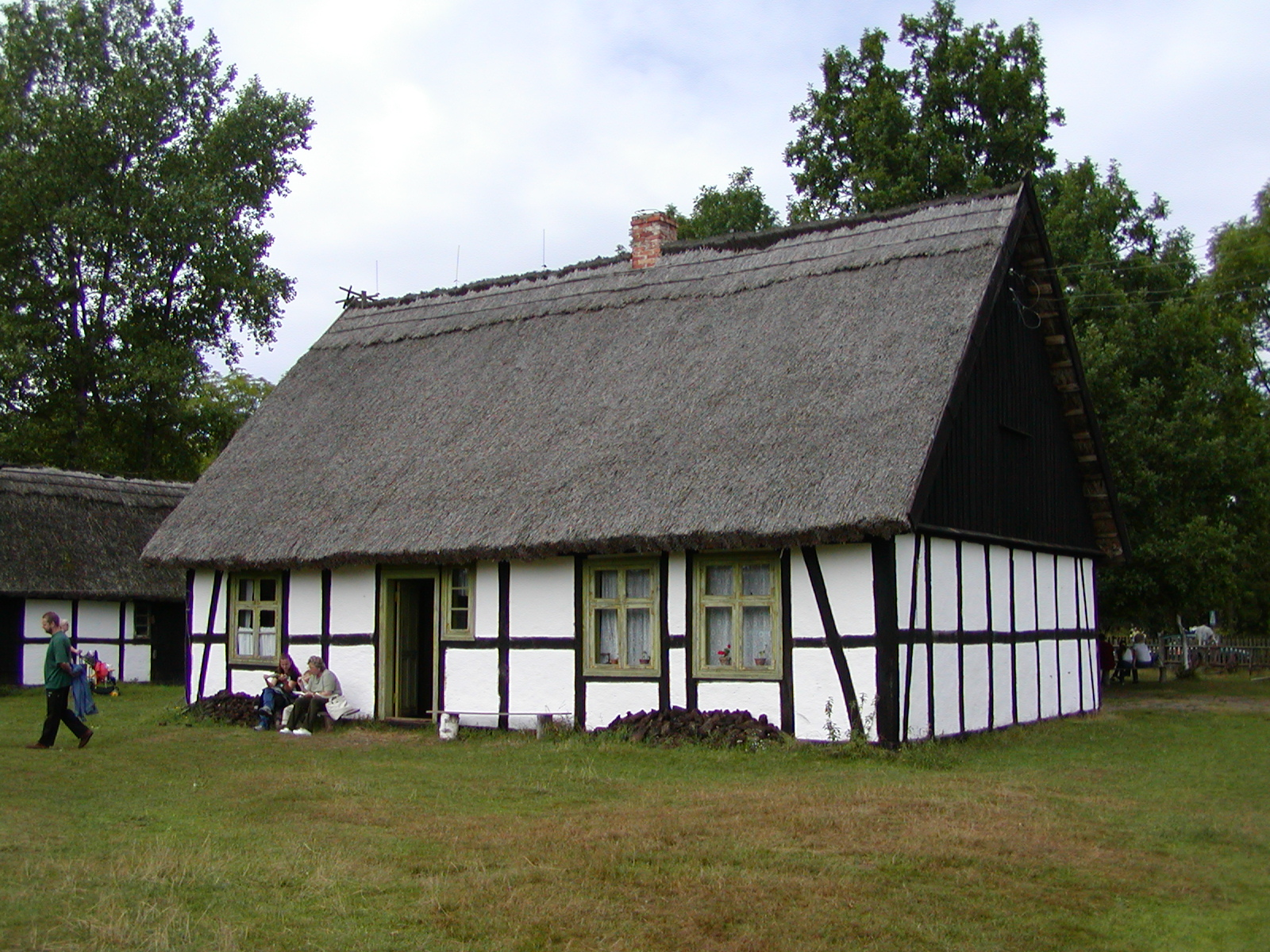
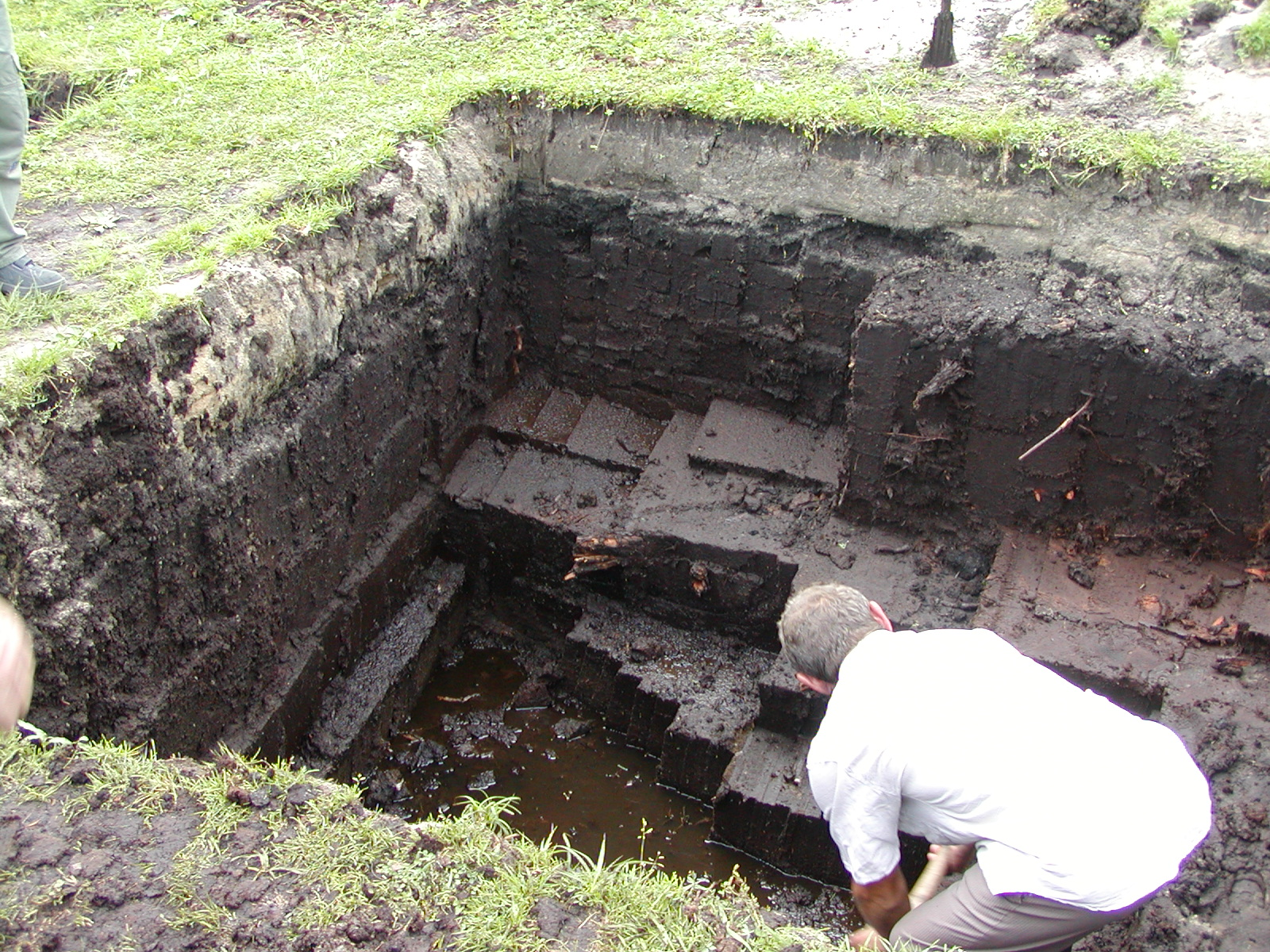
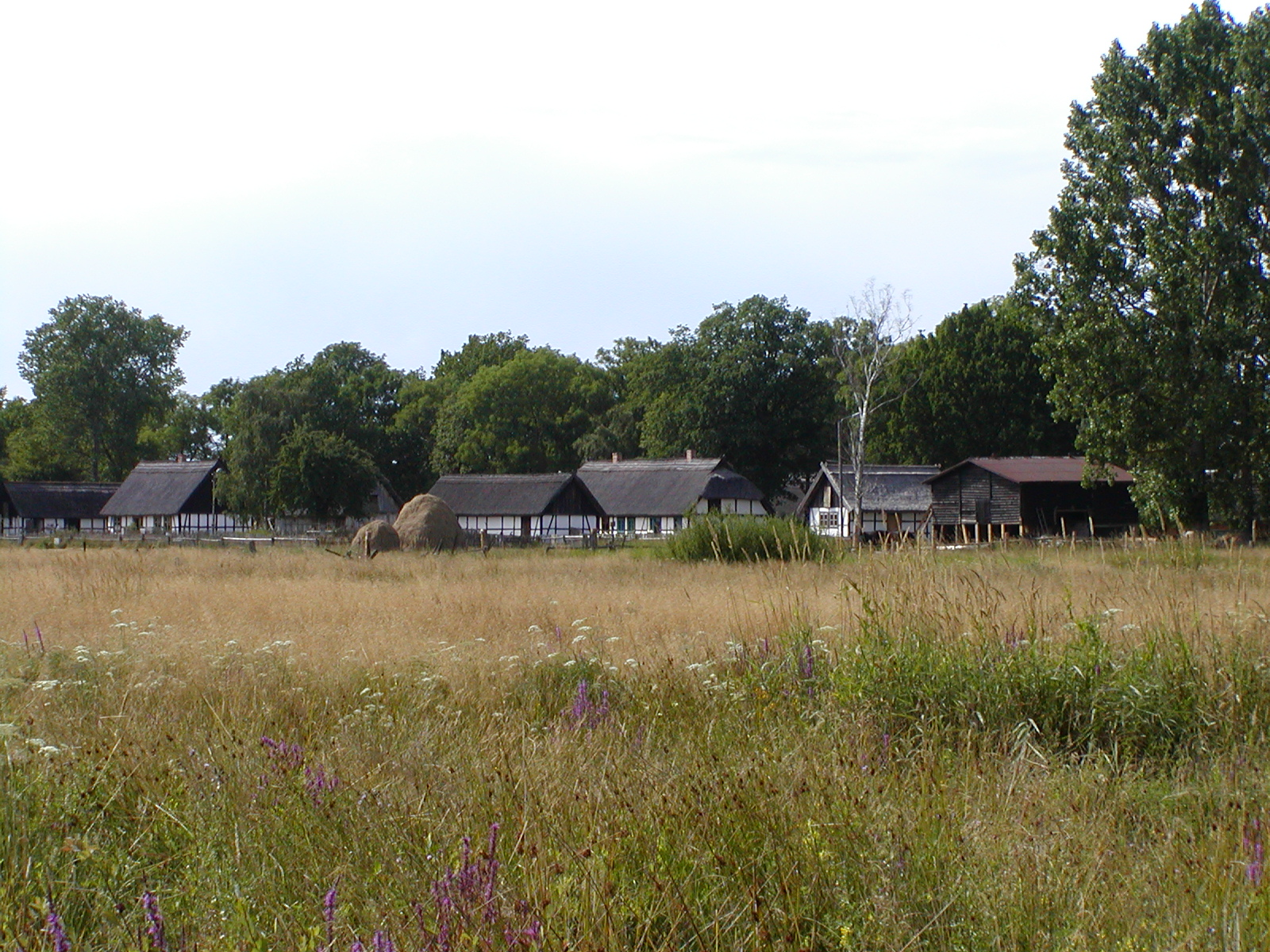
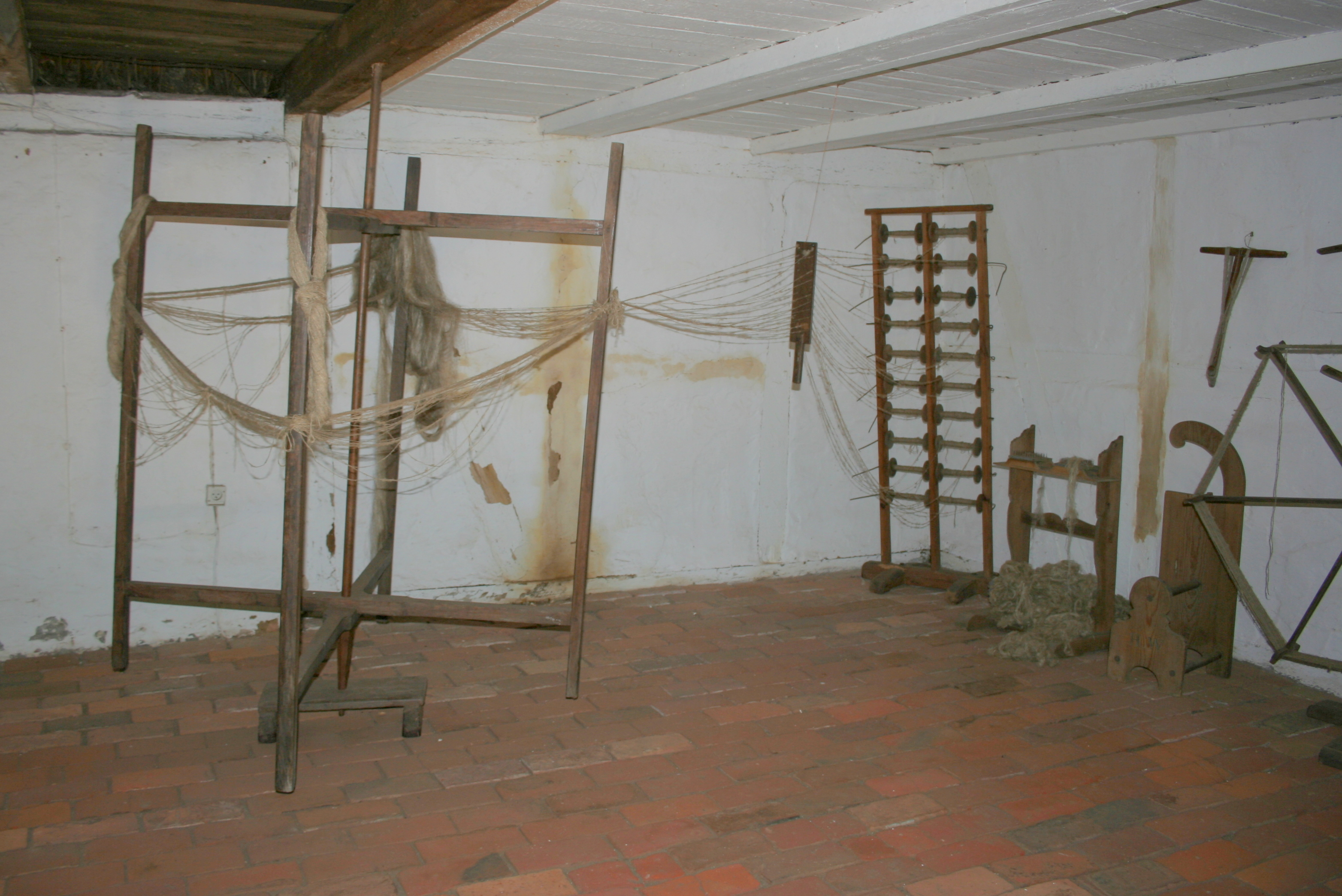
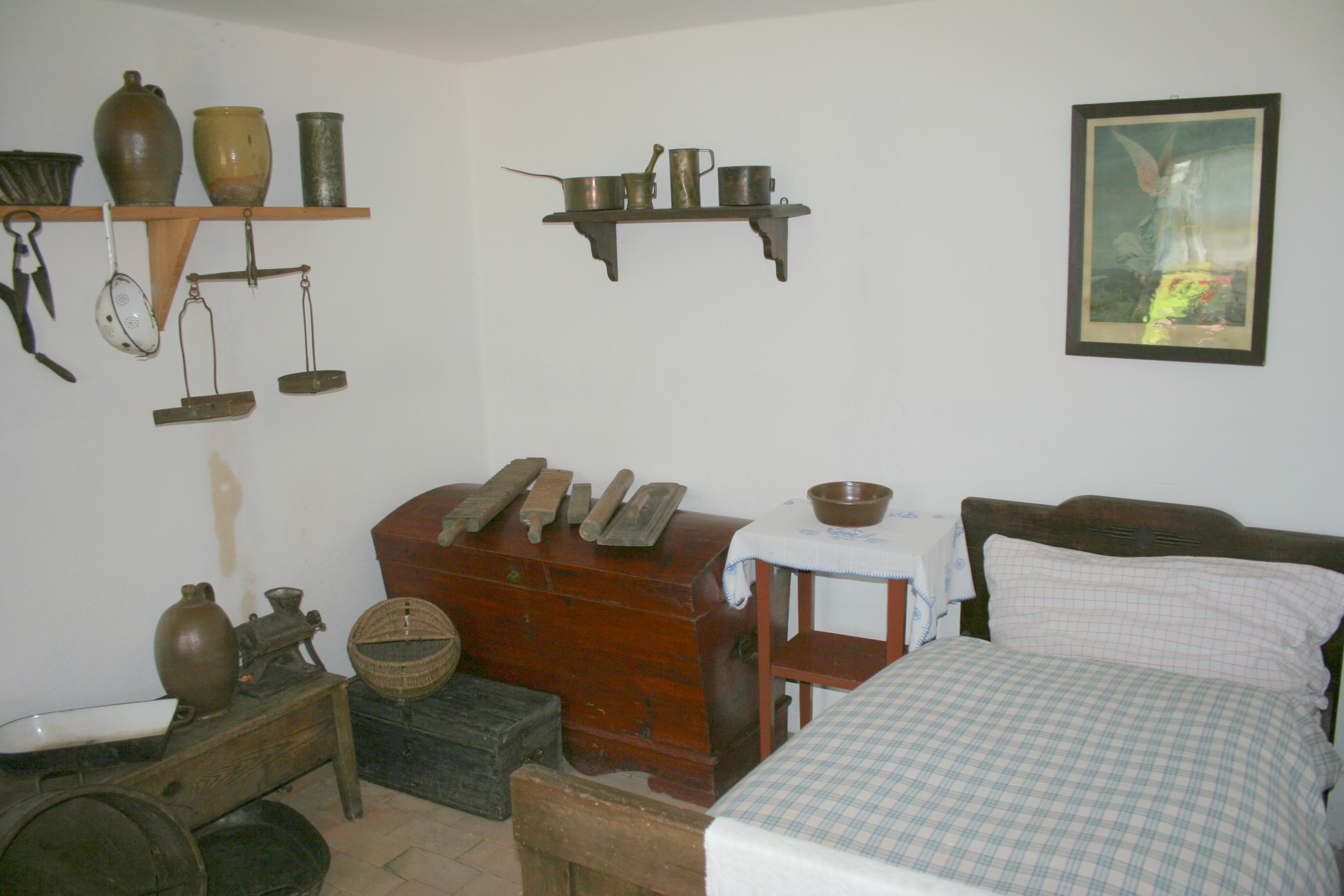